# Србово
Србово је насеље у Србији у општини Неготин у Борском округу. Према попису из 2022. у насељу је било 289 становника (према попису из 2011. било је 444 становника, према попису из 2002. било је 502 становника а према попису из 1991. било је 951 становника).

## Историја
На први помен о селу наилазимо на карти „Темишварски Банат“, где је забележено под именом Szerbova а 1736. године као Сербовлаш у коме је поп Преда опслуживао 60 кућа. Село Serbovlassi је записано и 1784. године а помиње се и 1811. године. Србовлашљ је 1846. године имао 113, 1866. 138 кућа, а 1924. године 140 кућа.
У старо време село се звало Подгорин. Било је насељено чистим Србима. Када су Турци заузели овај крај становништво је бежало од зулума, али и у новој постојбини, наводно у Аустрији им је било тешко па су се вратили у Подгорин. Међутим, нису нашли ни трага од ранијег насеља, а чак је и река промела ток. Настанили су се по бурдељима и земуницама и селу име променили у Србовлах. По предању док је постојао Подгорин, у његовој су близини била насеља Лесковац и Радак, који су се, такође, растурили и становници Радана прешли у Радујевац и Самариновац.
Румунско-српска струја је само „освежила”освежила влашки говор и задржала влашке народне традиције. Указом из 1899. године село је добило назив Србово. Данас је то насеље са влашким говором, типично збијеног типа. Обилује јаким изворима и плодном равничарском земљом.

## Демографија
Према последњем попису из 2022. године у Србову је живело 289 становника што је за 155 мање у односу на 2011. када је на попису било 444 становника. У насељу живи 268 пунолетних становника, а просечна старост становништва износи 57,58 година (56,90 код мушкараца и 58,25 код жена).
Према подацима пописа из 2022. у насељу има 128 домаћинства, а просечан број чланова по домаћинству је 2,26 а према истом попису у насељу има 342 стамбених јединица од којих је 246 насељених.
Ово насеље је великим делом насељено Србима (према попису из 2002. године).
|  |

| Демографија | Демографија | Демографија |
| Година      | Становника  | Становника  |
| ----------- | ----------- | ----------- |
| 1948.       | 951         |             |
| 1953.       | 972         |             |
| 1961.       | 999         |             |
| 1971.       | 1.030       |             |
| 1981.       | 1.053       |             |
| 1991.       | 951         | 696         |
| 2002.       | 502         | 918         |
| 2011.       | 444         |             |
| 2022.       | 289         |             |

| Етнички састав према попису из 2002.‍ | Етнички састав према попису из 2002.‍ | Етнички састав према попису из 2002.‍ | Етнички састав према попису из 2002.‍ | Етнички састав према попису из 2002.‍ |
| ------------------------------------ | ------------------------------------ | ------------------------------------ | ------------------------------------ | ------------------------------------ |
|                                      |                                      |                                      |                                      |                                      |
| Срби                                 | Срби                                 |                                      | 474                                  | 94,42%                               |
| Власи                                | Власи                                |                                      | 22                                   | 4,38%                                |
| Румуни                               | Румуни                               |                                      | 3                                    | 0,59%                                |
| непознато                            | непознато                            |                                      | 3                                    | 0,59%                                |

| Година пописа     | 1948. | 1953. | 1961. | 1971. | 1981. | 1991. | 2002. |
| ----------------- | ----- | ----- | ----- | ----- | ----- | ----- | ----- |
| Број домаћинстава | 200   | 198   | 199   | 196   | 194   | 189   | 168   |

| Број чланова      | 1  | 2  | 3  | 4  | 5  | 6  | 7 | 8 | 9 | 10 и више | Просек |
| ----------------- | -- | -- | -- | -- | -- | -- | - | - | - | --------- | ------ |
| Број домаћинстава | 48 | 39 | 22 | 24 | 14 | 11 | 3 | 6 | 1 | 0         | 2,99   |

| Пол    | Укупно | Неожењен/Неудата | Ожењен/Удата | Удовац/Удовица | Разведен/Разведена | Непознато |
| ------ | ------ | ---------------- | ------------ | -------------- | ------------------ | --------- |
| Мушки  | 207    | 27               | 143          | 23             | 14                 | 0         |
| Женски | 233    | 16               | 146          | 59             | 12                 | 0         |
| УКУПНО | 440    | 43               | 289          | 82             | 26                 | 0         |

| Пол    | Укупно                    | Пољопривреда, лов и шумарство | Рибарство                            | Вађење руде и камена | Прерађивачка индустрија       |
| ------ | ------------------------- | ----------------------------- | ------------------------------------ | -------------------- | ----------------------------- |
| Мушки  | 115                       | 60                            | 0                                    | 0                    | 23                            |
| Женски | 108                       | 94                            | 0                                    | 0                    | 3                             |
| УКУПНО | 223                       | 154                           | 0                                    | 0                    | 26                            |
| Пол    | Производња и снабдевање   | Грађевинарство                | Трговина                             | Хотели и ресторани   | Саобраћај, складиштење и везе |
| Мушки  | 2                         | 4                             | 6                                    | 1                    | 5                             |
| Женски | 0                         | 0                             | 2                                    | 0                    | 1                             |
| УКУПНО | 2                         | 4                             | 8                                    | 1                    | 6                             |
| Пол    | Финансијско посредовање   | Некретнине                    | Државна управа и одбрана             | Образовање           | Здравствени и социјални рад   |
| Мушки  | 0                         | 1                             | 3                                    | 1                    | 2                             |
| Женски | 0                         | 0                             | 2                                    | 3                    | 3                             |
| УКУПНО | 0                         | 1                             | 5                                    | 4                    | 5                             |
| Пол    | Остале услужне активности | Приватна домаћинства          | Екстериторијалне организације и тела | Непознато            | Непознато                     |
| Мушки  | 1                         | 0                             | 0                                    | 6                    | 6                             |
| Женски | 0                         | 0                             | 0                                    | 0                    | 0                             |
| УКУПНО | 1                         | 0                             | 0                                    | 6                    | 6                             |